# Musahiplik
Le musahiplik est une fraternité religieuse qui amène chaque alevi à avoir un compagnon (musâhip) avec lequel il est uni pour la vie. Ce lien est considéré comme plus fort que le lien du sang. Dans le cas où deux hommes mariés sont musâhip, leurs épouses sont également musâhip. Ces couples se solidarisent tout au long de leur vie. En cas de décès des parents d'un des couples, les enfants sont pris en charge par l'autre couple.

## La coutume du musâhip
La coutume du musâhip ou ahiret kardesi ("Frère de l'Au-delà") est consacrée par le Pir ou dede. Les origines de la coutume du musahiplik sont très anciennes. Il semblerait qu'elle ait existé, sous certaines formes, en Asie centrale.
Le devoir d'avoir un musâhip est un "devoir obligatoire". Dans la voie de l'imam Djafer-i Sâdik, il y a Quatre Portes : Şeriat ou charia, Tarikat, Marifet, Hakikat. Chaque Porte a dix Étapes (Makam).
Chacun des membres doit connaître :
- les Trois Sünnet

1. Croire en l'unicité d'Allah: « Dilinden Tevhit kelimesini, Allah’ın kelamını eksik etmemek »
2. Tenir son cœur loin de la suspicion, de la haine et de l'arrogance. Éviter toute hostilité et sentiment de jalousie envers quiconque : « Kalbinden şüpheyi, kin ve kibri uzaklaştırmak, kıskançlık etmemek, kimseye düşmanlık yapmamak »
3. Se consacrer à la voie : « Yola gönülden bağlı olmak »

- et les Sept Farz (sept piliers de la maison du Tarikat ): un des Farz est d'avoir un Musâhip.

## Les conditions requises
On ne peut devenir musâhip que si certaines conditions sont remplies. Les deux musâhip doivent parler la même langue, être du même âge, de la même religion, appartenir à la même classe sociale et aux mêmes conditions sociales (un célibataire ne peut devenir le musâhip d'un homme marié), être du même village, de la même ville ou du même quartier.
Les liens qui unissent les musâhip ont un caractère social : les musâhip doivent s'entraider et aider mutuellement leurs familles, pendant toutes leurs vies.